# Le Val-Saint-Père
Le Val-Saint-Père és un municipi francès situat al departament de la Manche i a la regió de Normandia. L'any 2007 tenia 1.869 habitants.

## Demografia

### Població
El 2007 la població de fet de Le Val-Saint-Père era de 1.869 persones. Hi havia 741 famílies de les quals 149 eren unipersonals (77 homes vivint sols i 72 dones vivint soles), 298 parelles sense fills, 268 parelles amb fills i 26 famílies monoparentals amb fills.
La població ha evolucionat segons el següent gràfic:
Habitants censats

### Habitatges
El 2007 hi havia 819 habitatges, 752 eren l'habitatge principal de la família, 37 eren segones residències i 29 estaven desocupats. 801 eren cases i 13 eren apartaments. Dels 752 habitatges principals, 639 estaven ocupats pels seus propietaris, 104 estaven llogats i ocupats pels llogaters i 10 estaven cedits a títol gratuït; 3 tenien una cambra, 20 en tenien dues, 65 en tenien tres, 142 en tenien quatre i 522 en tenien cinc o més. 621 habitatges disposaven pel capbaix d'una plaça de pàrquing. A 309 habitatges hi havia un automòbil i a 400 n'hi havia dos o més.

### Piràmide de població
La piràmide de població per edats i sexe el 2009 era:
| Homes | Edats   | Dones |
| ----- | ------- | ----- |
| 0     | 95 o +  | 0     |
| 0     | 90 a 94 | 8     |
| 8     | 85 a 89 | 24    |
| 4     | 80 a 84 | 16    |
| 16    | 75 a 79 | 20    |
| 44    | 70 a 74 | 48    |
| 56    | 65 a 69 | 48    |
| 56    | 60 a 64 | 64    |
| 40    | 55 a 59 | 24    |
| 96    | 50 a 54 | 76    |
| 72    | 45 a 49 | 80    |
| 52    | 40 a 44 | 68    |
| 52    | 35 a 39 | 32    |
| 44    | 30 a 34 | 52    |
| 20    | 25 a 29 | 40    |
| 40    | 20 a 24 | 32    |
| 52    | 15 a 19 | 56    |
| 60    | 10 a 14 | 40    |
| 36    | 5 a 9   | 40    |
| 44    | 0 a 4   | 24    |

## Economia
El 2007 la població en edat de treballar era de 1.151 persones, 832 eren actives i 319 eren inactives. De les 832 persones actives 788 estaven ocupades (420 homes i 368 dones) i 45 estaven aturades (15 homes i 30 dones). De les 319 persones inactives 148 estaven jubilades, 106 estaven estudiant i 65 estaven classificades com a «altres inactius».

### Ingressos
El 2009 a Le Val-Saint-Père hi havia 758 unitats fiscals que integraven 1.976 persones, la mediana anual d'ingressos fiscals per persona era de 21.179 €.

### Activitats econòmiques
Dels 70 establiments que hi havia el 2007, 1 era d'una empresa extractiva, 2 d'empreses alimentàries, 1 d'una empresa de fabricació d'elements pel transport, 3 d'empreses de fabricació d'altres productes industrials, 8 d'empreses de construcció, 26 d'empreses de comerç i reparació d'automòbils, 4 d'empreses de transport, 5 d'empreses d'hostatgeria i restauració, 1 d'una empresa financera, 3 d'empreses immobiliàries, 7 d'empreses de serveis, 3 d'entitats de l'administració pública i 6 d'empreses classificades com a «altres activitats de serveis».
Dels 5 establiments de servei als particulars que hi havia el 2009, 2 eren paletes, 1 lampisteria, 1 electricista i 1 tintoreria.
Dels 5 establiments comercials que hi havia el 2009, 1 era una fleca, 1 una llibreria, 2 botigues de mobles i 1 una botiga de mobles.
L'any 2000 a Le Val-Saint-Père hi havia 68 explotacions agrícoles que ocupaven un total de 756 hectàrees.

## Equipaments sanitaris i escolars
El 2009 hi havia una escola elemental.

## Poblacions més properes
El següent diagrama mostra les poblacions més properes.